# Eclissi solare del 23 novembre 1965
L'eclissi solare del 23 novembre 1965 è un evento astronomico che ha avuto luogo il suddetto giorno attorno alle ore 4.14 UTC. 
L'eclissi, di tipo anulare, è stata visibile in alcune parti dell'Asia (Afghanistan, Birmania, Cambogia, India, Indonesia, Malaysia, Nepal, Pakistan e Thailandia), dell'Oceania (Australia e Papua Nuova Guinea) e dell'Oceano Pacifico.
L'eclissi è durata 4 minuti e 2 secondi e l'ombra lunare sulla superficie terrestre ha raggiunto una larghezza massima di 134 km.

## Percorso e visibilità
L'eclissi anulare si è manifestata all'alba locale nella parte meridionale dell'Unione Sovietica (attualmente Turkmenistan orientale, Uzbekistan meridionale, Tagikistan sudoccidentale), Afghanistan settentrionale, Pakistan occidentale settentrionale (attuale Pakistan), India settentrionale e Regione autonoma del Tibet sud- occidentale. Successivamente, la pseudo umbra della luna è passata a sud-est attraversando l'Himalaya, oscurando otto delle 14 cime oltre gli ottomila metri: Dhaulagiri I, Annapurna I, Manaslu, Shishapanma, Cho Oyu, Everest (la vetta più alta del mondo), Lhotse e Makalu. Coprendo anche la cima del monte Jaya, la vetta più alta dell'Oceania situata in Indonesia, l'eclissi ha attraversato il Mar Cinese Meridionale e le Isole Malesi e a nord-ovest dell'isola di Sulawesi l'eclissi ha raggiunto il suo massimo, circa 90 chilometri al largo nel Mare di Celebes.
In seguito la pseudo umbra si è gradualmente spostata a nord-est, coprendo parti dei territori australiani d'oltremare, il territorio fiduciario delle Nazioni Unite di Papua Nuova Guinea, la colonia britannica Gilbert e parti delle isole Ellis (ora parte di Kiribati). L'evento si è concluso in Malesia al tramonto.

## Eclissi correlate

### Ciclo di Saros 132
L'evento fa parte del ciclo di Saros 132, che si ripete ogni 18 anni, 11 giorni, contenente 71 eventi. La serie è iniziata con un'eclissi solare parziale il 13 agosto 1208. Comprende eclissi anulari dal 17 marzo 1569 al 12 marzo 2146, ibride il 23 marzo 2164 e 3 aprile 2183 ed eclissi totali dal 14 aprile 2200 al 19 giugno, 2308. La serie termina al membro 71 con un'eclissi parziale il 25 settembre 2470. La durata più lunga di un'eclissi anulare è stata di 6 minuti, 56 secondi il 9 maggio 1641 e l'eclissi totale più lunga sarà di 2 minuti e 14 secondi l'8 giugno 2290. Tutte le eclissi di questa serie si verificano nel nodo discendente della Luna.

## Osservazioni a fini scientifici
Il produttore di aerei americano Lockheed e la US Air Force Research Expedition, hanno organizzato una spedizione congiunta presso la seconda città più grande della Thailandia, Chiang Mai, per osservare l'eclissi solare anulare in prossimità delle aree topiche. Le osservazioni dell'eclissi anulare hanno studiato il diametro angolare di sole e luna, la magnitudine e l'ellitticità.